# Национальные и государственные парки Редвуд
Национальные и государственные парки Редвуд — комплекс из нескольких государственных парк и национальных парков, вдоль побережья северной Калифорнии (к северу от Сан-Франциско) в Соединённых Штатах Америки — Объединённый национальный парк Редвуд, парк штата Дель-Норте Кост Редвудс, парк штата Джедедайя Смит Редвудс и парк штата Прейри-Крик Редвудс, занимающих 139 000 акров (560 км²) площади, и представляющих собой девственные дождевые леса зоны умеренного климата. 
Четыре парка, расположенные в округах Дель-Норте и Гумбольдт, вместе защищают 45 процентов всех оставшихся прибрежных девственных лесов из секвой, общая площадь которых составляет не менее 38 982 акра (157,75 км2). Эти деревья — самые высокие, одни из самых старых и одни из самых массивных пород деревьев на Земле. В дополнение к лесам из секвойи, в парках охраняется местная флора и фауна, луговые прерии, участки рек и 60 км нетронутой береговой линии.
Создан 2 октября 1968 года, когда президент Линдон Джонсон подписал указ о создании Национального парка «Редвуд» общей площадью 23 500 га. В 1978 году Конгресс принял решение расширить площадь национального парка на 19 400 га.
5 сентября 1980 года национальный парк Редвуд был включён в список Всемирного наследия ЮНЕСКО.

## История
Археологические исследования показывают, что первые люди поселились в этом районе примерно 3000 лет назад. Это были племена юрок, толова, карук, чилула и вийот. Обилие деревьев предоставляло материал для постройки домов и лодок. Для стен домов доски устанавливались бок о бок в узкой траншее, а верхние части связывались кожаными ремнями и удерживались зазубринами, вырезанными в опорных балках крыши. Такими же досками формировалась пологая покатая крыша.
Отношения между коренными народами и секвойями выходили за рамки физической связи. Ученый Гейл Л. Дженнер отмечает, что «их жизнь была и остается построена не только на дереве, хотя красное дерево было источником большей части их материальной культуры. Их жизни были переплетены с самим характером и тканью деревьев». Как отметила в 1976 году Минни Ривз, старейшина и религиозный лидер племени чилула, чилула — это «люди из красного дерева». Ривз далее уточняет, что деревья — подарок создателя в знак любви. «Уничтожьте эти деревья, и вы разрушите любовь Создателя. И если вы уничтожите то, что так любит Творец, вы в конечном итоге уничтожите человечество». Для юрок деревья являются священными живыми существами, которые «выступают в роли хранителей» над священными местами. Коренные жители рассматривают традиционные дома, построенные из красного дерева, также как «живые существа», поскольку, по словам Эдвина С. Беарсса, «красное дерево, из которого образовывались его доски, было само по себе телом одного из Духовных существ», которые считались, по его словам, «божественной расой, которая существовала до людей в регионе секвойи и учила людей правильному образу жизни там».

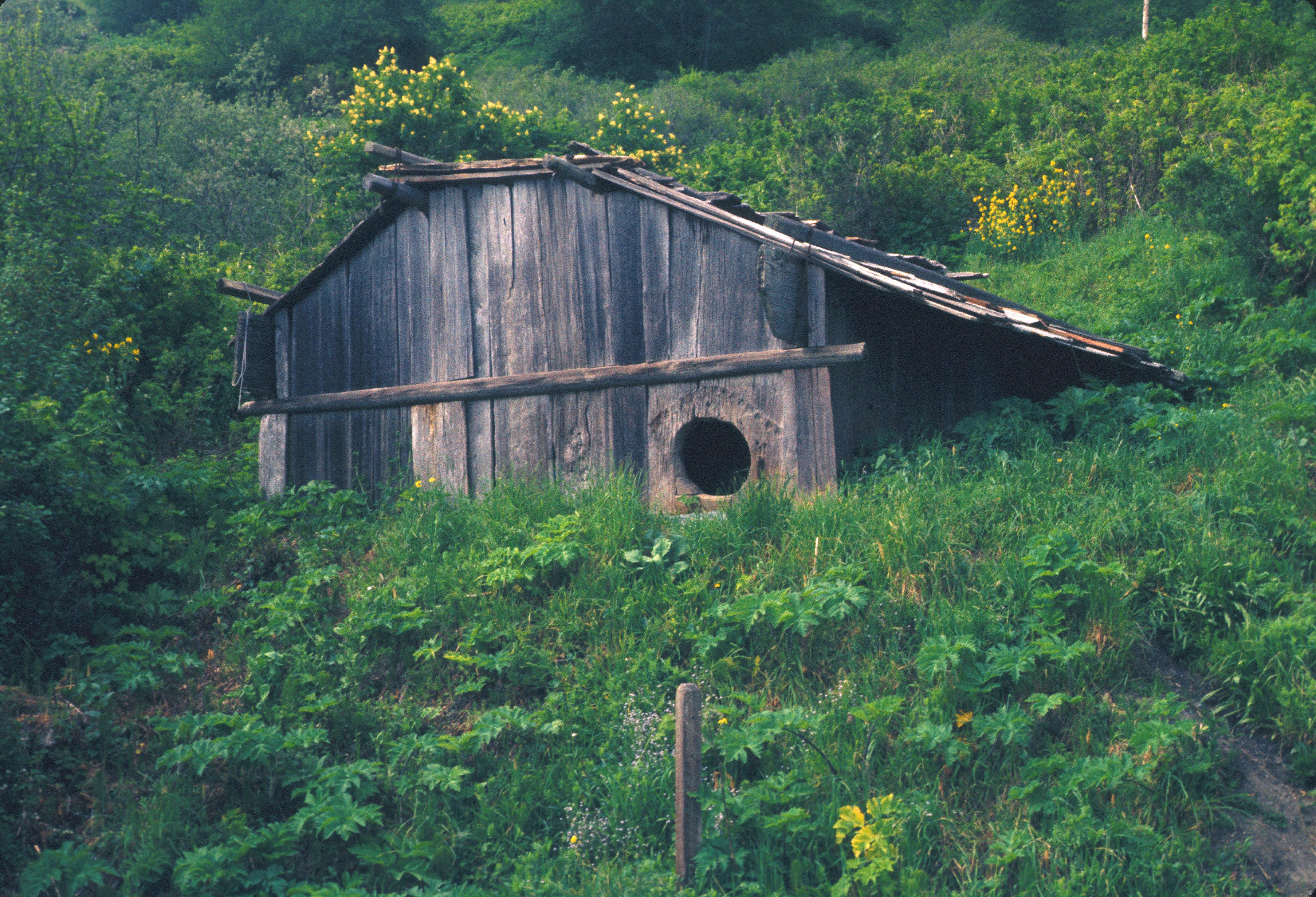
Дом юрок

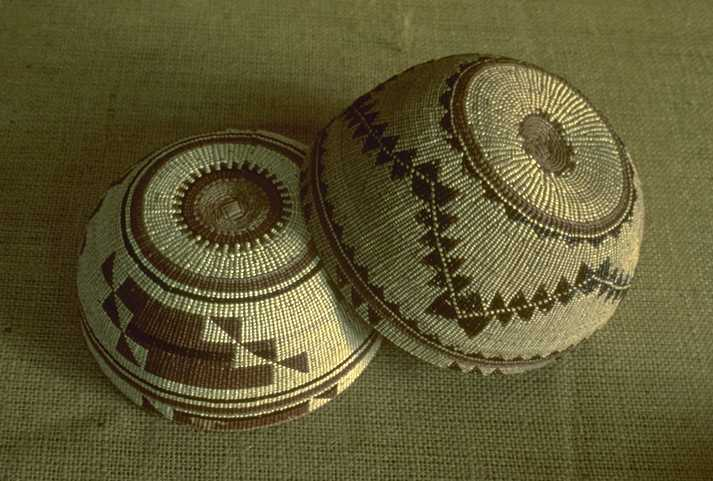
Женские головные уборы юрок, национальный парк Редвуд.

Первым исследовал внутренние районы региона вдали от побережья Джедедайя Смит в 1828 году. Обнаружение золота на реке Тринити в 1850 году привело к золотой лихорадке и появлению золотодобытчиков в этом районе. Многие, после окончания золотой лихорадки, не сумев разбогатеть, остались на побережье. Это привело к конфликтам между пришельцами и коренными жителями, в ходе которых коренные народы подвергались истреблению или насильному перемещению. Перепись в 1852 году определила, что племя юрок было самым многочисленным в регионе, с 55 деревнями и населением приблизительно 2500 человек. А к 1895 году в одной группе деревень осталась только треть жителей юрок. К 1919 году практически все члены племени чилула либо умерли, либо ассимилировались с другими племенами.
После окончания золотой лихорадки некоторые из бывших золотодобытчиков занялись лесозаготовками, вырубая гигантские красные деревья. Первоначально более 2 000 000 акров (8100 км²) Калифорнии и юго-западного побережья Орегона были покрыты девственными лесами секвойи, но к 1910 году обширные лесозаготовки привели к тому, что защитники природы и обеспокоенные граждане начали искать способы сохранить оставшиеся деревья, которые, как они видели, вырубались с угрожающей скоростью. В 1911 году член Палаты представителей США Джон Э. Рейкер из Калифорнии внёс законопроект о создании национального парка секвой. Однако в то время Конгресс не предпринял никаких действий.
Сохранение лесов секвой в Калифорнии считается одним из наиболее значительных вкладов клуба «Boone and Crockett» в охрану природы. «Лига Сохранения Секвойи» была основана в 1918 году членами Клуба Мэдисоном Грантом, Джоном К. Мерриамом, Генри Ф. Осборном и будущим членом Фредериком Р. Бёрнхемом. Первоначальные покупки земли были сделаны членами клуба Стивеном Мазером и Уильямом Кентом. В 1921 году член Клуба Джон К. Филлипс пожертвовал 32 000 долларов на покупку земли и создание мемориальной рощи Рейнала Боллинга в государственном парке Гумбольдт-Редвудс.
Используя соответствующие фонды, первоначально предоставленные округом Гумбольдт, а затем штатом Калифорния, «Лига Сохранения Секвойи» смогла защитить районы с множественными рощами секвойи и несколько целых лесов в 1920-х годах. Из-за высокого спроса на пиломатериалы во время Второй мировой войны и строительного бума, последовавшего в 1950-х годах, создание национального парка было отложено. В начале 1960-х годов были предприняты попытки «Лиги Сохранения Секвойи», клуба «Сьерра» и Национального географического общества по созданию национального парка.
После интенсивного лоббирования в Конгрессе, законопроект о создании национального парка Редвуд был подписан президентом Линдоном Джонсоном 2 октября 1968 года. «Лига Сохранения Секвойи» и другие организации приобрели более 100 000 акров (400 км²), которые были добавлены к существующим государственным паркам. При местной поддержке экологов и противодействии местных лесозаготовителей и лесозаготовительных компаний в 1978 году к Национальному парку Редвуд было добавлено еще 48 000 акров (190 км²). Однако только пятая часть этой земли была девственным лесом, остальная часть была вырублена. Это расширение защитило водораздел вдоль Редвуд-Крик от неблагоприятного воздействия лесозаготовительных работ за пределами парка. В 1994 году федеральный и государственный парки были объединены в административном порядке.
Лес в парке «Редвуд» изображал ландшафт планеты Эндор из «Звёздных войн» — здесь проходила значительная часть съёмок заключительного эпизода оригинальной трилогии. Сцены фильма «Парк юрского периода: Затерянный мир» и «Эпидемия» были сняты в соседних парке штата Прейри-Крик Редвудс и парке штата Патрикс-Пойнт. Также здесь снимались эпизоды второй серии научно-популярного сериала «Прогулки с динозаврами».

## Природные ресурсы
Национальные и государственные парки Редвуд образуют одну из наиболее значительных охраняемых территорий экорегиона — прибрежные леса Северной Калифорнии.

### Флора
По оценкам, секвойи когда-то занимали около 2 000 000 акров (8100 км²) прибрежной части северной Калифорнии. Было вырублено 96 % всех старых секвой, и почти половина (45 %) оставшихся секвой находится в национальных и государственных парках Редвуд. Парки защищают 38 982 акра (157,75 км²) девственных лесов, почти поровну разделенных между федеральными 19 640 акрами (79,5 км²) и государственными 19 342 акрами (78,27 км²). Секвойи существовали вдоль побережья северной Калифорнии не менее 20 миллионов лет и относятся к видам деревьев, которые существовали 160 миллионов лет назад.

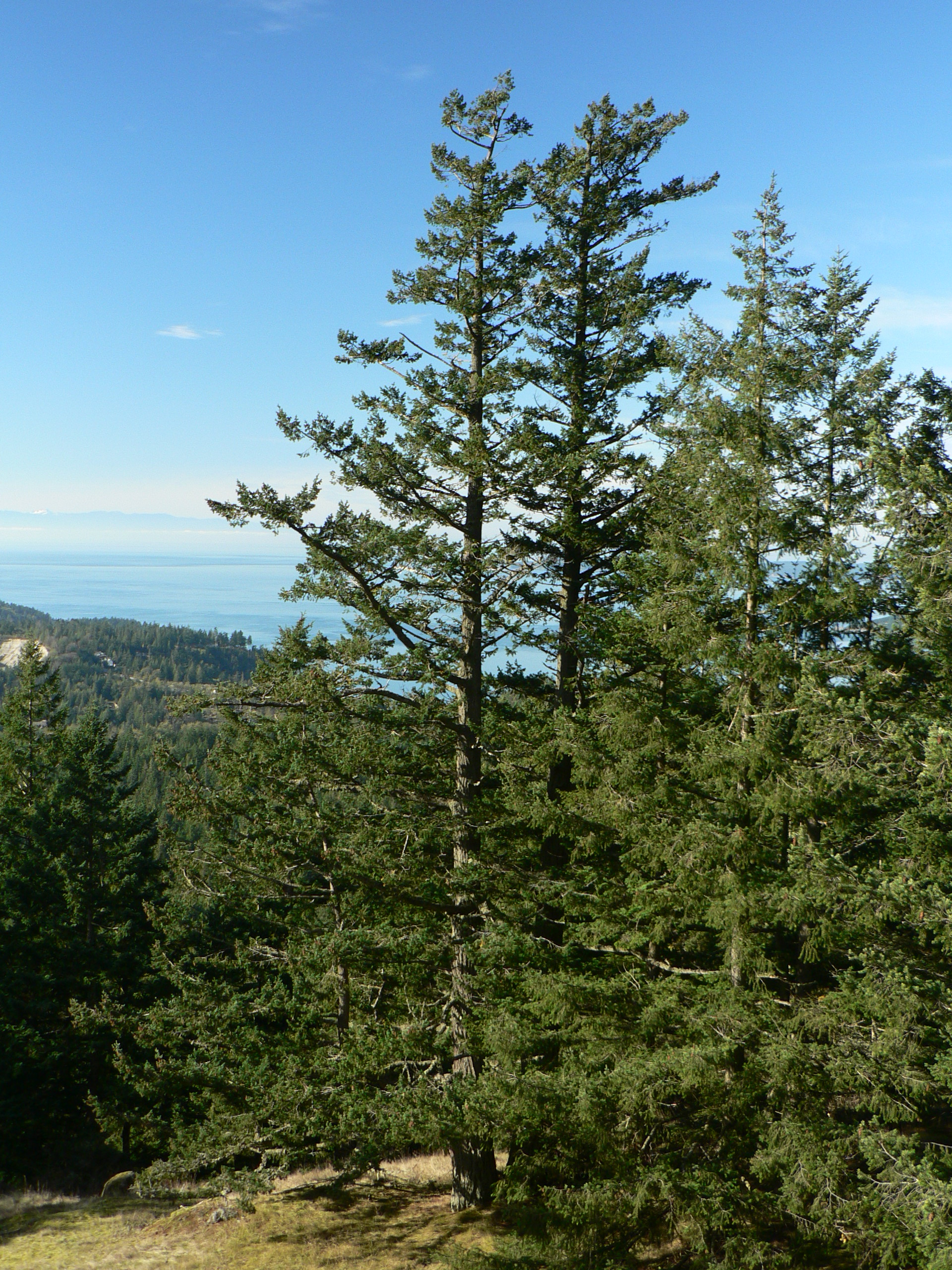
Молодой лес орегонской сосны

Родной ареал прибрежной секвойи простирается от северного побережья Калифорнии до южного побережья Орегона. Дерево родственно гигантской секвойе в центральной Калифорнии и метасеквойе, которая произрастает в китайских провинциях Сычуань и Хубэй. Прибрежные секвойи — самые высокие деревья на Земле. По состоянию на сентябрь 2006 года самым высоким деревом в парке был Гиперион 115,5 м, за ним шли Гелиос и Икар, высоты которых составляли 114,7 м и 113,1 м соответственно.
У секвой развиваются огромные ветви, которые накапливают глубокую органическую почву и могут поддерживать стволы размером с дерево, растущие на них. Обычно это происходит на высоте более 150 футов (46 м). Ученые недавно обнаружили, что растения, которые обычно растут на земле, также растут на этих почвах, значительно выше земли. Почвенные маты служат домом для беспозвоночных, моллюсков, дождевых червей и саламандр. В сезон засухи некоторые верхушки деревьев отмирают, но деревья не умирают сразу. Вместо этого секвойи разработали механизмы, позволяющие вырастить новые стволы из других ветвей. Эти вторичные стволы, называемые повторениями, также развивают корневую систему в накопленных почвах в их основании. Это помогает транспортировать воду к самым вершинам деревьев. Прибрежный туман также обеспечивает до одной трети их годовой потребности в воде.
Еще одно большое дерево, обычно встречающееся в лесах парка это орегонская сосна, высота которой составляет более 90 метров. Ситкинские ели растут на побережье в изобилии и лучше других приспособлены к соленому морскому воздуху. Также широко распространены вечнозелёный Литокарпус густоцветковый с орехами, похожими на жёлуди дуба, земляничное дерево Менциса, крупнолистный клён, калифорнийский лавр и красная ольха.

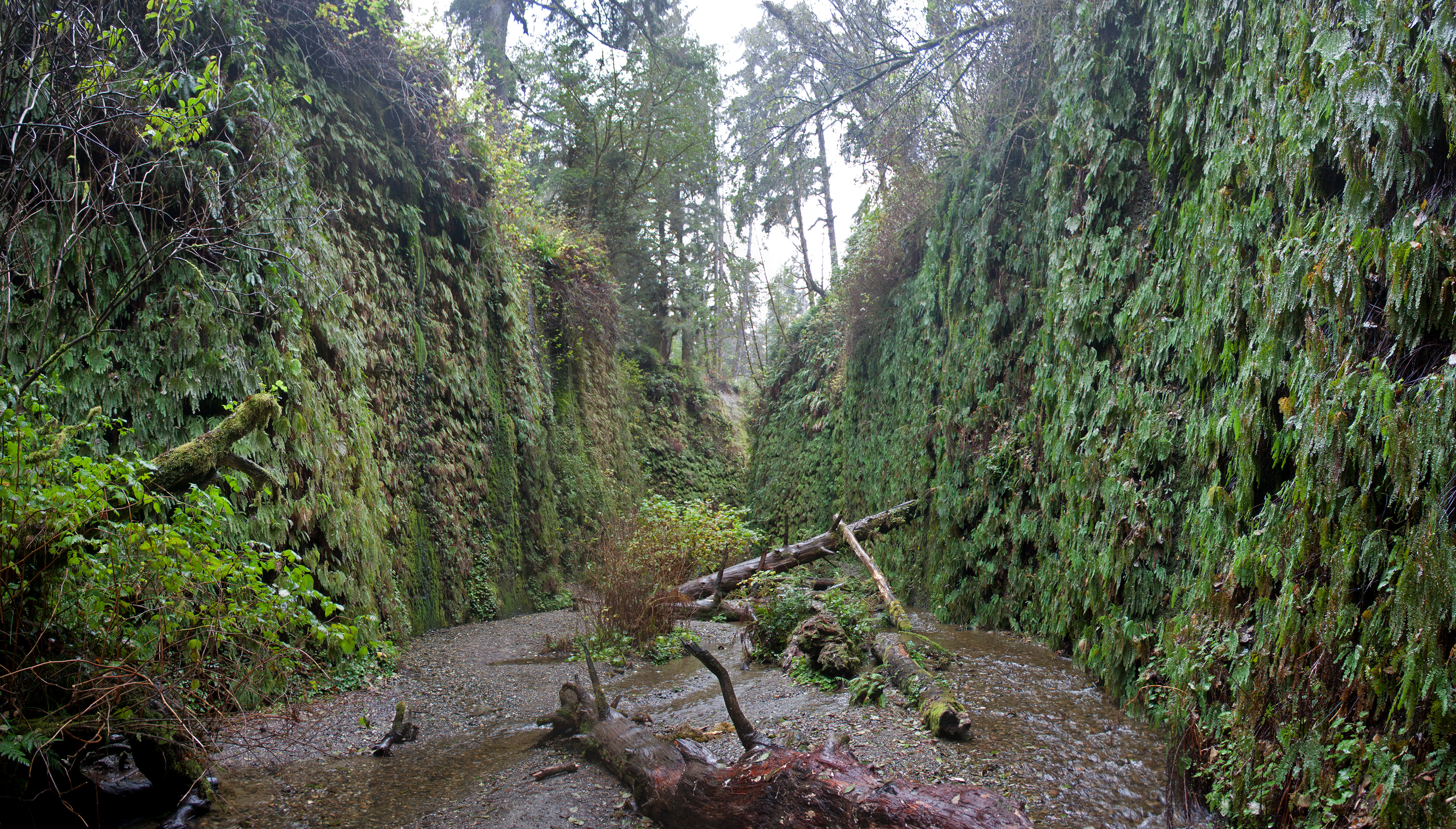
Ферн-Каньон в парке Прейри-Крик Редвуд

Гекльберри, ежевика и американская великолепная малина являются частью подлеска и служат пищей для многих видов животных. Калифорнийский рододендрон и азалия — это цветущие кустарники, часто встречающиеся в парке, особенно в девственных лесах. Такое растение как мечевидный папоротник очень плодовито, особенно возле обильных источников воды. В государственном парке Прейри-Крик Редвудс в ущелье Ферн-Каньон, стены высотой от 9 до 15 метров, полностью покрыты этими папоротниками.

### Фауна
В объединённом национальном парке Редвуд зарегистрировано более 40 видов млекопитающих, в том числе барибал, койот, пума, рыжая рысь, канадский бобр, канадская выдра и чёрнохвостый олень. Олень Рузвельта — наиболее часто наблюдаемые из крупных млекопитающих в парке. Стада, возвращённые с грани исчезновения в регионе, теперь обычны в парковых зонах к югу от реки Кламат. Многие более мелкие млекопитающие живут в пологе высокого леса, такие как различные виды летучих мышей, (например большая коричневая летучая мышь и другие более мелкие млекопитающие, такие как белка Дугласа и северная летяга.
Вдоль береговой линии и на морских скалистых обнажениях, образующих небольшие острова недалеко от побережья встречаются калифорнийские морские львы, сивучи и обыкновенные тюлени. Иногда в море можно увидеть дельфинов и тихоокеанских серых китов. Бурые пеликаны и ушастые бакланы в основном обитают на скалах вдоль побережья и на морских акваториях, а бекасы и чайки населяют побережье и внутренние районы. Внутри суши встречаются такие птицы как большой крохаль, скопа, красноплечий канюк, большая голубая цапля и сойка Стеллера. Всего в лесных массивах зарегистрировано не менее 400 видов птиц.
Рептилии и земноводные также представлены в парке, среди которых чаще всего встречаются точечная ошейниковая змея, северная красноногая лягушка, тихоокеанская гигантская саламандра и желтобрюхий тритон.
Северный приливный бычок, обитающий недалеко от побережья Тихого океана, внесён в федеральный список вымирающих видов. Белоголовый орлан, который обычно гнездится возле источника воды, внесён в список исчезающих видов штата Калифорния. Чавыча, северная пятнистая сова и сивуч относятся к видам, которым также угрожает опасность исчезновения.

### Инвазионные виды
Известно более 200 экзотических видов, обитающих в национальных и государственных парках Редвуд. Из них тридцать были идентифицированы как инвазионные виды, десять из них считаются угрозами для местных видов и экосистем. Экзотические виды в настоящее время составляют около четверти всей флоры парков. Только около одного процента произрастающих растений в девственных лесах приходится на экзотические виды, в то время как в таких областях, как прерии Bald Hills, относительное покрытие составляет от пятидесяти до семидесяти пяти процентов экзотических видов. Инвазионные виды включают такие растения, как обыкновенный плющ, пятнистый василёк и пятнистый болиголов. Пятнистый василёк и пятнистый болиголов находятся на рассмотрении на предмет добавления в высокоприоритетный список наблюдения, который ведется парковой системой.

### Геология
Северный прибрежный регион Калифорнии является наиболее сейсмически активным в США. Частые незначительные землетрясения в парке и на берегу Тихого океана привели к смещению русел рек, оползням и эрозии прибрежных скал. Северо-Американская плита, Тихоокеанская плита и плита Горда — это тектонические плиты, которые находятся в тройном соединении Мендосино, всего в 160 км к юго-западу от парка. В течение 1990-х годов вдоль этой зоны разлома произошло более девяти землетрясений магнитудой 6,0, приведших к гибели одного человека и значительным финансовым потерям, и всегда существует вероятность сильного землетрясения. Парк гарантирует, что посетители узнают о возможности сильного землетрясения, благодаря использованию брошюр и информации, размещённой по всему парку. Угроза цунами вызывает особую озабоченность, и посетителям морского побережья рекомендуется искать возвышенности сразу после любого значительного землетрясения.
В границах парка можно найти и береговую линия, и береговые хребты. Большинство скал в парках являются частью францисканского комплекса, поднявшегося со дна океана миллионы лет назад. Эти скалы состоят в основном из осадочных горных пород, таких как песчаника, алевролита, глинистый сланец и кремнистый сланец с меньшим количеством метаморфических горных пород, таких как зелёный сланец. По большей части эти скалы легко поддаются эрозии, и их можно увидеть вдоль морского побережья и там, где реки и ручьи прорезали небольшие ущелья. Образовавшиеся в меловой период, они сильно деформированы в результате тектонических поднятий и складчатой дислокации. В некоторых районах речные системы образовали речные отложения песка, грязи и гравия, которые переносятся в парк сверху по течению.

### Климат
| Показатель                                          | Янв. | Фев. | Март | Апр. | Май  | Июнь | Июль | Авг. | Сен. | Окт. | Нояб. | Дек. | Год   |
| --------------------------------------------------- | ---- | ---- | ---- | ---- | ---- | ---- | ---- | ---- | ---- | ---- | ----- | ---- | ----- |
| Абсолютный максимум, °C                             | 24   | 27   | 27   | 30   | 33   | 37   | 32   | 34   | 35   | 32   | 26    | 22   | 37    |
| Средний суточный максимум, °C                       | 11,9 | 12,8 | 13,3 | 13,8 | 15,9 | 17,4 | 18,3 | 18,4 | 18,4 | 17,0 | 13,7  | 11,5 | 15,2  |
| Средний суточный минимум, °C                        | 2,1  | 2,5  | 3,4  | 4,4  | 6,7  | 8,7  | 10,2 | 10,4 | 8,6  | 6,1  | 3,8   | 1,9  | 5,7   |
| Абсолютный минимум, °C                              | −8   | −7   | −4   | −3   | −4   | 1    | 1    | 2    | −4   | −2   | −6    | −9   | −9    |
| Среднее число дней с осадками                       | 17,6 | 15,7 | 17,1 | 14,0 | 9,0  | 5,3  | 1,9  | 2,0  | 3,8  | 7,7  | 16,3  | 17,4 | 127,8 |
| Норма осадков, мм                                   | 309  | 271  | 262  | 159  | 100  | 51   | 9,4  | 13   | 31   | 127  | 290   | 399  | 2022  |
| Источник: Западный региональный климатический центр |      |      |      |      |      |      |      |      |      |      |       |      |       |

Национальный парк Редвуд имеет умеренный морской климат смешанных лесов со средиземноморскими особенностями прохладного лета. На погоду в парке большое влияние оказывает Тихий океан. Прибрежные температуры обычно колеблются от 4 до 15 °C круглый год, в то время как дальше от побережья лето жарче и суше, а зима холоднее. Секвойи в основном растут в 1,5—3 км от побережья и никогда не встречаются более чем в 80 км от берега. В этой умеренной, но влажной прибрежной зоне деревья получают влагу как от сильных зимних дождей, так и от стойкого летнего тумана. Наличие и постоянство летнего тумана более важно для общего здоровья деревьев, чем сильные осадки. Снег редко встречается даже на высоте свыше 460 м, что еще раз демонстрирует мягкий, умеренный характер этой местности, однако лёгкий снег с дождём обычен в зимние месяцы.

### Пожарный менеджмент
Лесные пожары это естественная часть большинства наземных экосистем. Во многих отношениях природа приспособилась к огню, и отсутствие пожаров часто может быть невыгодным. Лесные пожары удаляют мёртвые и гниющие растения и деревья, обогащая почву и снижая конкуренцию более здоровых деревьев за ограниченные питательные вещества. Назначенные контролируемые лесные пожары в настоящее время являются частью плана управления пожарами и помогают уничтожить инвазионные виды растений и создают более плодородную и естественную экосистему. Огонь также используется для защиты лугов в прериях и предотвращения вторжения лесов, обеспечивая достаточное количество пастбищ для лосей и оленей. Районы дубовых лесов также получают выгоду от контролируемых выжиганий, поскольку в противном случае пихта Дугласа в конечном итоге захватила бы и снизила биоразнообразие. Использование огня в зонах возрастных секвой уменьшает мёртвый и разлагающийся материал и снижает смертность более крупных секвой за счет уничтожения конкурирующей растительности. В парке Редвуд план управления пожарами отслеживает все пожары, погодные условия и количество топлива (мёртвый и разлагающийся растительный материал). Эта горючая нагрузка удаляется из мест возле строений и там, где пожар представляет высокий риск для населения, а контролируемые пожары используются в других местах. Национальный межведомственный пожарный центр предоставляет дополнительных пожарных и оборудование на случай крупного пожара.

## Отдых и развлечения
В границах парков нет отелей и мотелей. Тем не менее, близлежащие города, такие как Кламат, Реква и Орик, предоставляют небольшие отели и гостиницы с различными вариантами жилья, доступными в региональных торговых центрах Кресент-Сити на северной оконечности парка и в Аркейте и Юрике, расположенных на юге. Парк находится примерно в 420 км к северу от Сан-Франциско и в 480 км к югу от Портленда. Через него с севера на юг проходит американское шоссе 101. Национальная зона отдыха на реке Смит, часть национального леса Шести рек, примыкает к северной оконечности Национального парка Редвуд.
В парках есть пешеходные тропы протяженностью почти 320 км, но во время сезона дождей некоторые временные пешеходные мосты удаляются, так как они будут разрушены высокими уровнями воды в ручьях. В течение года тропы часто бывают влажными, и туристы должны быть хорошо подготовлены к дождливой погоде и проконсультироваться в информационных центрах для получения обновлённой информации о состоянии троп.
Верховая езда и горный велоспорт популярны, но разрешены только на определенных маршрутах. Каякинг популярен на побережье, на различных реках и ручьях. Каякеры и каноисты часто путешествуют по реке Смит, которая является самой длинной рекой без плотин в Калифорнии. Для ловли рыбы в любой из рек и ручьёв требуется калифорнийская лицензия на спортивную рыбалку. Рыбная ловля лосося и микижи является лучшей в реках Смит и Кламат. В парках охота запрещена, но разрешена в близлежащих национальных лесах.
В парке есть три центра для посетителей, где доступны прогулки с гидом и общая информация, а также два дополнительных информационных пункта. Каждый кемпинг также предлагает экскурсии с гидом. В парках есть много мест для пикников, до которых легко добраться на автомобиле.